# Lardizabalaceae
Lardizabalaceae — родина квіткових рослин. Ця родина була загальновизнаною систематиками, включаючи систему APG II (2003; без змін у порівнянні з системою APG 1998), яка поміщає її до порядку Ranunculales. Родина складається з 7 родів із близько 40 відомих видів деревних рослин. 
Усі вони є ліанами, за винятком Decaisnea, які є пахікаульними чагарниками. Листки чергові, складні (звичайно пальчаті), з м’якоподібними листочками. Квітки часто зібрані в пониклі кисті.
Вони зустрічаються у східній Азії, від Гімалаїв до Японії, за винятком родів Lardizabala та Boquila, обидва поширені в південній частині Південної Америки (Чилі та Boquila також у сусідній західній Аргентині).